# NGC 4872
NGC 4872 је спирална галаксија у сазвежђу Береникина коса која се налази на NGC листи објеката дубоког неба.
Деклинација објекта је + 27° 56' 48" а ректасцензија 12h 59m 34,3s. Привидна величина (магнитуда) објекта NGC 4872 износи 14,4 а фотографска магнитуда 15,4. Налази се на удаљености од 94,383 милиона парсека од Сунца. NGC 4872 је још познат и под ознакама MCG 5-31-68, CGCG 160-230, DRCG 27-130, PGC 44624.